# Mount Cantello
Mount Cantello ist ein 1820 m hoher Berg im Norden des ostantarktischen Viktorialands. In den Bowers Mountains ragt er an der Nordflanke des Crawford-Gletschers in einer Entfernung von 6,5 km nordwestlich des Mount Keith auf.
Der United States Geological Survey kartierte ihn anhand eigener Vermessungen und mithilfe von Luftaufnahmen der United States Navy zwischen 1960 und 1965. Das Advisory Committee on Antarctic Names benannte ihn 1970 nach Dominic Cantello Jr. (1941–2014), der 1965 auf der Amundsen-Scott-Südpolstation als Elektriker tätig war.